# Britain First
Britain First (en anglais : La Grande-Bretagne d'abord) est un parti politique britannique fasciste,,, fondé en 2011 par d'anciens membres du Parti national britannique, dont Jim Dowson, un militant anti-avortement lié aux militants loyalistes.
BF milite principalement contre l'immigration de masse et contre l'islamisation du Royaume-Uni. Le parti prône aussi le conservatisme social chrétien. Il accède à la notoriété en prenant des mesures directes telles que des manifestations devant le domicile d'islamistes, ce que le mouvement appelle des « patrouilles chrétiennes », et des invasions de mosquées britanniques.
En août 2016, un tribunal signifie à son président Paul Golding et à sa vice-présidente Jayda Fransen une interdiction d'entrer dans le centre-ville de Luton pour une période de trois ans. L'injonction leur interdit également d'entrer dans toute mosquée ou centre culturel musulman situé en Angleterre ou au pays de Galles. Le 14 mars 2018, Facebook a annoncé avoir supprimé la page de l'organisation.